# Bull Lake Creek
Der Bull Lake Creek ist ein etwa 58 km langer, rechter Nebenfluss des Wind River im Westen des US-Bundesstaates Wyoming.

## Verlauf
Der Bull Lake Creek entspringt in den Alpine Lakes an der kontinentalen Wasserscheide auf 3456 m Höhe westlich der Brown Cliffs und östlich des Knife Point Mountain am Hauptkamm der Wind River Range, etwa 35 km nordöstlich von Pinedale und 55 km westlich von Fort Washakie. Von dort fließt er zunächst in nordöstliche Richtung durch die Fitzpatrick Wilderness des Shoshone National Forest und durchfließt einige von Gletschern gespeiste Gebirgsseen. Der Fluss erhält mit North Fork Bull Lake Creek und Middle Fork Bull Lake Creek seine wichtigsten Zuflüsse und verlässt den Nationalforst, bevor er die Wind River Indian Reservation erreicht, die er bis zur Mündung durchfließt. Der Fluss durchfließt den Alpine Lake und fließt in schluchtartigem Verlauf durch die Kirkland Mountains nach Osten. Er fällt über die Bull Lake Falls hinab und erreicht den durch den Bau des Bull Lake Dam entstandenen Bull Lake, auch als Ocean Lake Habitat Reservoir Number 5 bekannt. Unterhalb des knapp 13 km langen Stausees erreicht der Bull Lake Creek das Wind River Basin, unterquert den U.S. Highway 26 und mündet auf einer Höhe von 1722 m in den hier nach Südosten fließenden Wind River. Der gesamte Flussverlauf befindet sich im Fremont County.

## Hydrologie
Der Bull Lake Creek ist als Nebenfluss des Wind River Teil des Einzugsgebietes des Bighorn River, der über Yellowstone River, Missouri und Mississippi in den Golf von Mexiko entwässert. Das Einzugsgebiet des Bull Lake Creek umfasst ein Areal von etwa 552 km² und grenzt an die Einzugsgebiete von North Fork Little Wind River im Südosten, New Fork River im Westen sowie Dry Creek und Willow Creek im Norden. Der mittlere Abfluss an der Mündung beträgt 7,65 m³/s, die größten Abflüsse finden sich in den Monaten Juni, Juli und August. Der Bull Lake Creek ist nach dem Little Wind River der zweitwasserreichste Zufluss des Wind River.